# Totale hefboomwerking
De totale hefboomwerking geeft het potentiële gebruik van vaste kosten weer, zowel operationeel als financieel, voor het vergroten van de uitwerkingen van omzetveranderingen op de winst per aandeel van het bedrijf. De gecombineerde werking van het operationeel hefboomeffect en financieel hefboomeffect op het risico van het bedrijf kan als volgt bepaald worden:
{\displaystyle {\text{totale hefboomwerking}}={\text{operationele hefboomwerking}}\times \mathrm {financi{\ddot {e}}le~hefboomwerking} }
Of in een formule:
{\displaystyle {\text{totale hefboomwerking}}={\frac {{\text{afzet}}\times ({\text{prijs}}-{\text{variabele kosten}})}{{\text{afzet}}\times ({\text{prijs}}-{\text{variabele kosten}})-{\text{vaste kosten}}-{\text{rentekosten}}-({\text{preferente aandelen}}\times {\frac {1}{1-{\text{belastingtarief}}}})}}}